# Raadhuis van Appingedam
Het Raadhuis van Appingedam is een renaissancistisch bouwwerk in de Nederlandse stad Appingedam, de hoofdplaats van de landstreek Fivelingo, een der Groninger Ommelanden.

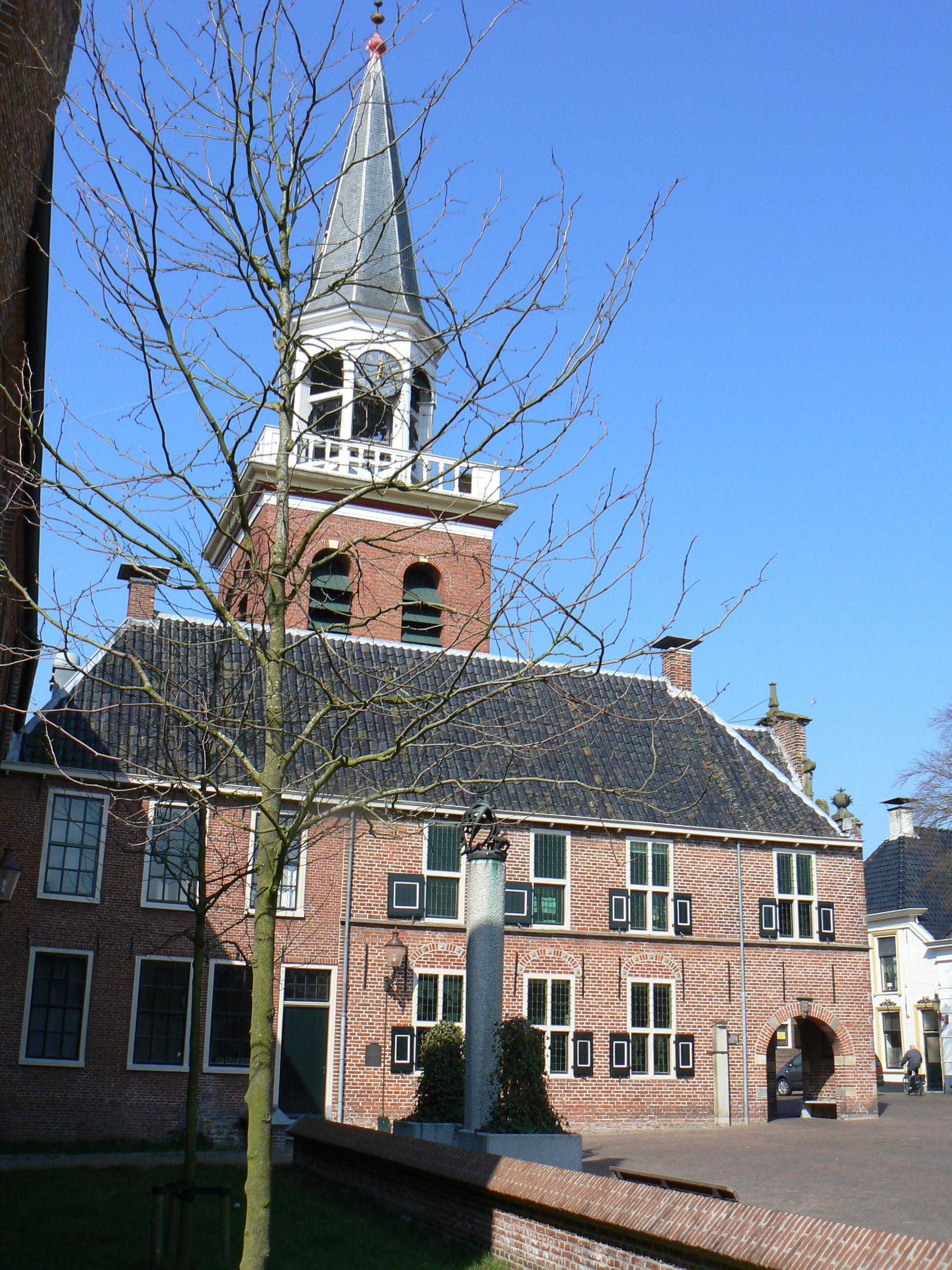
Zijgevel, gezien vanuit het oosten, met de toren van de Nicolaïkerk

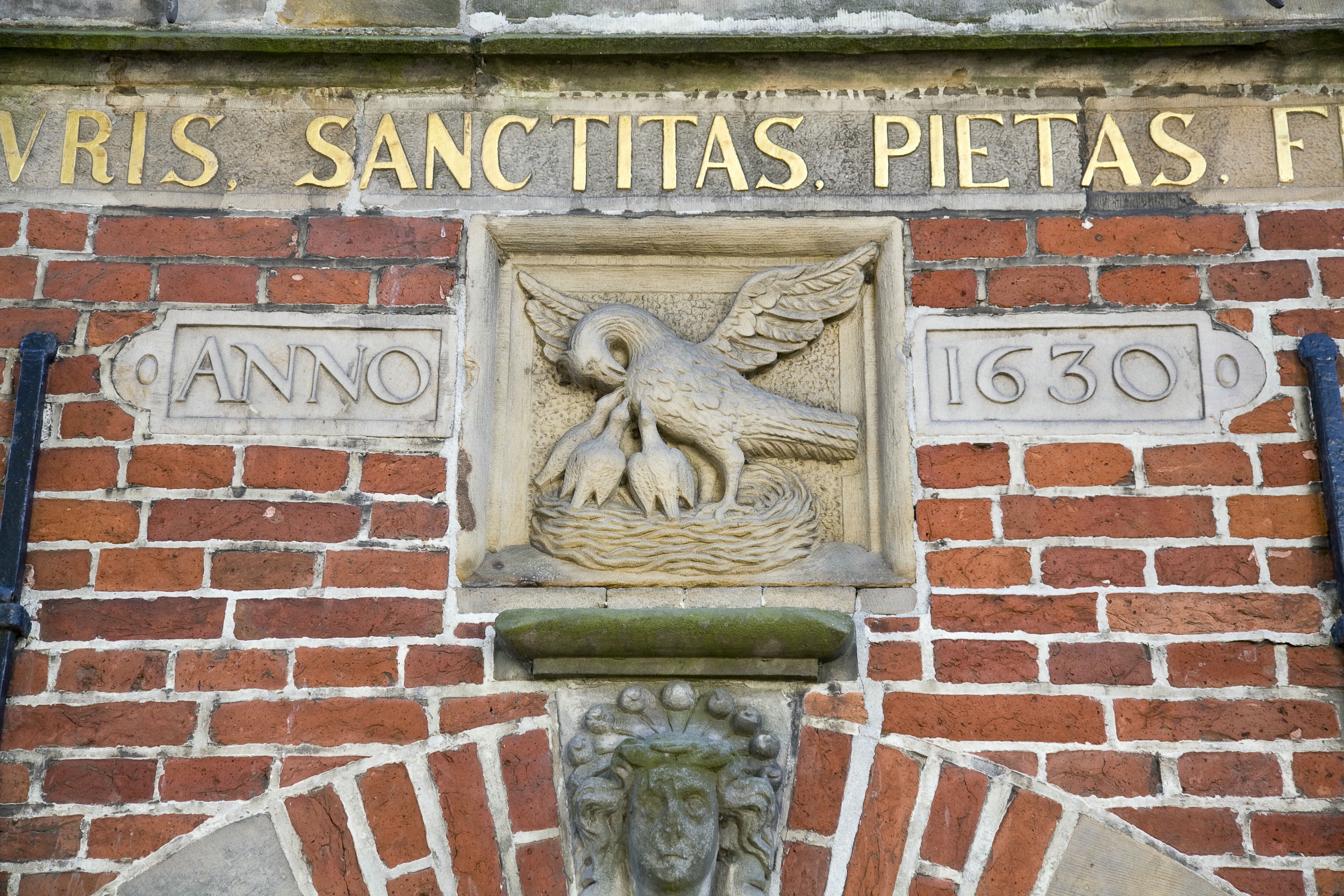
Gevelsteen met het wapen van Appingedam (een pelikaan die met haar bloed haar jongen voedt)

## Geschiedenis
Het raadhuis van Appingedam behoort tot de kleinere raadhuizen in Nederland. Op deze plek in de Wijkstraat, van oudsher de hoofdstraat van Appingedam, bevond zich de Doelen, het gildehuis van de schutterij, waarvan de fundamenten in 2007 zijn teruggevonden. Een gevelsteen vermeldt 1630 en dat is vermoedelijk het jaar waarin het na verbouwing als raadhuis werd opgeleverd. De benedenverdieping werd aanvankelijk gebruikt als waag. Tot in 1825 werd hier nog regelmatig vee gewogen, vooral varkens. Voor het raadhuis bevond zich een grote keisteen, waarop de regenten van Appingedam de ambtseed aflegden. Deze viel in 1832 ten prooi aan vandalisme.
Het gebouw ziet met de voorgevel (aan de noordzijde) uit op de Wijkstraat. Het staat met de achterzijde tegen de middeleeuwse Nicolaïkerk en met de westgevel tegen de uit 1835 daterende klokkentoren van de kerk.
Het raadhuis is een laat voorbeeld van de renaissancistische bouwstijl. Het heeft aan de voorkant een open doorloop. In een nis tussen de kruiskozijnen op de eerste verdieping staat een bijna levensgroot beeld van Vrouwe Justitia, echter zonder de gebruikelijke blinddoek. In de bakstenen boven de raamkozijnen zijn schelpen verwerkt. De voorgevel heeft een poortje, waarboven een gebeeldhouwde vrouwenkop hangt met daarboven het stadswapen van Appingedam: een pelikaan die met haar bloed haar jongen voedt. In de 18e-eeuwse gebrandschilderde ramen van het raadhuis zijn familiewapens te zien.
In 1911 heeft rijksbouwmeester Adolph J.M. Mulder het raadhuis gerestaureerd en daarbij de voorgevel teruggebracht in de originele staat. Het gebouw is aangewezen als rijksmonument. Terwijl de gemeente Appingedam al sinds vele jaren een gemeentehuis elders bezat is het oude raadhuis in gebruik gebleven voor gemeenteraadsvergaderingen, als trouwlocatie en voor bijzondere gelegenheden. De fusiegemeente Eemsdelta, waarin Appingedam op 1 januari 2021 opging, gebruikt het gebouw niet meer voor raadsvergaderingen. 
In november 2013 maakte de Rijksdienst voor het Cultureel Erfgoed bekend dat uit onderzoek was gebleken dat het Raadhuis van Appingedam behoorde tot de 69 rijksmonumenten die schade hadden geleden door bodemdaling en aardschokken veroorzaakt door aardgaswinning in het nabijgelegen aardgasveld van Slochteren.

## Geveltekst
Op de gevel staan de volgende Latijnse spreekwoorden:
SOLI DEO GLORIA
 Alleen aan God de eer.
CONCORDIA RES PARVÆ CRESCUNT, DISCORDIA RES MAXIMÆ DILABUNTUR
 Door eendracht groeien de kleine dingen, door tweedracht gaan de grootste dingen ten onder.
UBI NON EST PUDOR NEC CURA IURIS, SANCTITAS, PIETAS, FIDES, INSTABILE REGNUM EST
 Waar geen schaamte is, geen rechtsbescherming, waardigheid, deugd en trouw, is een bewind wankel.